# Катарьян, Татеос Георгиевич
Татеос Георгиевич (Каверкович) Катарьян (5 января 1905, Крым, область Войска Донского — 27 ноября 1967, Ялта, Крымская область) — советский учёный в области виноградарства, доктор биологических наук (1965), автор многих научных трудов.

## Биография
Родился 5 января 1905 года в селе Крым Российской империи, ныне Мясниковского района Ростовской области.
Окончил Донской институт сельского хозяйства и мелиорации в 1928 году и работал агрономом семеноводческой организации, затем — главным агрономом и заведующим земотделом. В 1932 году стал работать в ВАСХНИЛ научным специалистом по растениеводству, позже окончил аспирантуру при Ботаническом институте АН СССР. В 1939 году Катарьян был назначен начальником сектора в главном управлении сельского хозяйства Армянской ССР, в 1941 году работал заместителем Наркома земледелия Армянской ССР.
Член КПСС с 1939 года. С 1942 по 1944 годы Татеос Георгиевич находился на партийной работе — был первым секретарем Ноемберянского райкома партии Армянской ССР. В 1947 году он возглавил Ботанический сад АН Армянской ССР, в 1948 году стал директором Ботанического института АН Армянской ССР, с 1949 года — главным ученым секретарем президиума АН Армянской ССР. С 1950 по 1967 годы — директор Всесоюзного НИИ виноделия и виноградарства «Магарач» (1950—1967, Ялта). Здесь Т. Г. Катарьяном была создана аспирантура, и стали регулярно проводиться курсы повышения квалификации для работников отрасли.
Кроме производственной и научной деятельности, занимался и общественной — был депутатом Верховного Совета Армянской ССР.
Умер 27 ноября 1967 года в Ялте.

## Награды
- Был награждён орденами Ленина, «Знак Почёта» и Отечественной войны 2-й степени, а также медалями.
- Награждён дипломами и медалями ВСХВ и ВДНХ СССР[4].